# オルディシア
オルディシア（バスク語: Ordizia, スペイン語: Ordicia）は、スペイン・バスク州ギプスコア県のムニシピオ（基礎自治体）。公式名はバスク語名のOrdizia。かつてはビジャフランカ・デ・オリア(Villafranca de Oria)、ビジャフランカ・デ・オルディシア(Villafranca de Ordicia)、ビジャフランカ (Villafranca)などと呼ばれた。コマルカ（郡）としてはゴイエリの構成自治体のひとつである。守護聖人は聖アンナ。

## 歴史
1256年、カスティーリャ王アルフォンソ10世によって町が建設され、十数年後の1268年、王によって「町」(villa)の称号を与えられた。長い歴史を通じて、オルディシアとビジャフランカというふたつの名称が共存している。特にバスク語で話す場合には、ビジャフランカという呼び名もオルディシアという呼び名も一般的に使用される。16世紀にフィリピンとメキシコの間の太平洋航路（「ウルダネータ航路」）を発見したアンドレス・デ・ウルダネータはオルディシア出身である。オリア川の中流域にあるため、1916年、自治体は公式名をVillafranca de Oria（ビジャフランカ・デ・オリア）に変更した。1975年以後のスペインの民主化の過程でバスク州が誕生すると、バスク州内務省による1982年1月4日の決議によって、伝統的に使用されているバスク語のOrdizia（オルディシア）が公式名に採択された。2007年12月5日にはウルダネータの生誕500周年を記念して、フィリピンのグロリア・マカパガル・アロヨ大統領とバスク州政府首相（レンダカリ）のフアン・ホセ・イバレチェが列席した記念式典が行われた。国家元首がオルディシアを訪問するのは史上初のことだった。

## 人口
| オルディシアの人口推移 1900－2013                       |
|                                                         |
| 出典:INE（スペイン国立統計局）1900年 - 1991年、1996年 - |

## 政治
| オルディシア市議会選挙結果                 | オルディシア市議会選挙結果 | オルディシア市議会選挙結果 | オルディシア市議会選挙結果 | オルディシア市議会選挙結果 | オルディシア市議会選挙結果 | オルディシア市議会選挙結果 | オルディシア市議会選挙結果 | オルディシア市議会選挙結果 | オルディシア市議会選挙結果 | オルディシア市議会選挙結果 | オルディシア市議会選挙結果 |
| ------------------------------------------ | -------------------------- | -------------------------- | -------------------------- | -------------------------- | -------------------------- | -------------------------- | -------------------------- | -------------------------- | -------------------------- | -------------------------- | -------------------------- |
| 政党                                       | 2011                       | 2011                       | 2007                       | 2007                       | 2003                       | 1999                       | 1995                       | 1991                       | 1987                       | 1983                       | 1979                       |
| 政党                                       | 得票率                     | 議席数                     | 得票率                     | 議席数                     | 議席数                     | 議席数                     | 議席数                     | 議席数                     | 議席数                     | 議席数                     | 議席数                     |
| ビルドゥ                                   | 41.66%                     | 7                          | -                          | -                          | -                          | -                          | -                          | -                          | -                          | -                          | -                          |
| バスク民族主義党 (EAJ-PNV)                 | 30.33%                     | 5                          | 27.26%                     | 4                          | -                          | -                          | 4                          | 3                          | 2                          | 6                          | 5                          |
| バスク社会党 (PSE-EE)                      | 11.67%                     | 1                          | 24.13%                     | 3                          | 3                          | 2                          | 1                          | -                          | -                          | -                          | -                          |
| 国民党 (PP)                                | 4.75%                      | 0                          | 8.08%                      | 1                          | 1                          | 1                          | 1                          | -                          | -                          | -                          | -                          |
| アララール                                 | 4.68%                      | 0                          | -                          | -                          | -                          | -                          | -                          | -                          | -                          | -                          | -                          |
| アマイカバット (H1!)                       | 2.71%                      | 0                          | -                          | -                          | -                          | -                          | -                          | -                          | -                          | -                          | -                          |
| バスク統一左翼-バスク共産党 (EB-B/PCE-EPK) | 2.44%                      | 0                          | -                          | -                          | 1                          | 1                          | 1                          | -                          | -                          | 0                          | 1                          |
| バスク統一左翼/アララール (EB-B/A)         | -                          | -                          | 23.22%                     | 3                          | -                          | -                          | -                          | -                          | -                          | -                          | -                          |
| バスク連帯 (EA)                            | -                          | -                          | 14.97%                     | 2                          | -                          | -                          | 3                          | 2                          | 3                          | -                          | -                          |
| バスク民族主義党/バスク連帯 (PNV/EA)       | -                          | -                          | -                          | -                          | 8                          | 5                          | -                          | -                          | -                          | -                          | -                          |
| エリ・バタスナ/バスク市民 (HB/EH)          | -                          | -                          | -                          | -                          | -                          | 4                          | 3                          | 3                          | 4                          | 3                          | 4                          |
| バスク左翼 (EE)                            | -                          | -                          | -                          | -                          | -                          | -                          | -                          | 3                          | 3                          | 2                          | 4                          |
| バスク社会党-社会労働党 (PSE-PSOE)         | -                          | -                          | -                          | -                          | -                          | -                          | -                          | 2                          | 1                          | 2                          | 1                          |
| バスク・カルリスタ党 (EKA-PCE)             | -                          | -                          | -                          | -                          | -                          | -                          | -                          | -                          | -                          | -                          | 2                          |

## スポーツ
オルディシアやその近郊地域ではラグビーが盛んである。1973年にオルディシアREが設立され、ディビシオン・デ・オノール・デ・ラグビー（スペイン選手権）に所属している。赤色と青色をチームカラーとし、500人収容の市営アルタミラ競技場でホームゲームを開催している。2011-12シーズンと2012-13シーズンにはコパ・デル・レイで2連覇し、2012年と2013年のスーペルコパではいずれも準優勝だった。オルディシアのバスケットボールチームは常に少数派だったが、成績は上向いている。

## 著名人物
- アンドレス・デ・ウルダネータ(1508-1568) - 航海者・修道士。フィリピンとメキシコを結ぶ「ウルダネータ航路」を発見した。
- マルティン・デ・ムヒカ・イ・ブイトロン(????-1649) – スペイン領チリの統治者。
- マヌエル・ホセ・デ・サバラ(1785-1842) - 貴族・政治家。
- フランシスコ・ハビエル・デ・イラストルサ・ロイナス(1875-1943) – 聖職者。シウダ・レアル司教、オリウエラ司教。サン・セバスティアン生まれであり、幼少期にオルディシアに移り住んだ。
- リカルド・モンテーロ(1902-1990) – 自転車競技選手。ルシアーノ・モンテーロの兄。
- ルシアーノ・モンテーロ(1908-1993) – 自転車競技選手。リカルド・モンテーロの弟。
- ニコラス・デ・レクオナ(1913-1937) – 前衛芸術家。画家・イラストレーター・写真家。
- ドローレス・ゴンサーレス・カタライン(1954-1986) – 通称ヨイエス。バスク祖国と自由(ETA)の女性指導者。組織脱退後にETAの活動家に処刑された。
- エドゥルネ・テラディリョス – バスク大学法学部の教員。
- エマ・ガルシア – テレビ司会者。

## 姉妹都市
- エストレマドゥーラ州カセレス県トゥルヒーリョ
- アカプルコ[17]
- エストレマドゥーラ州バダホス県サンタ・アマリア

## 公式サイト
- 公式サイト （スペイン語）（バスク語）